# Chroococcaceae
Famille

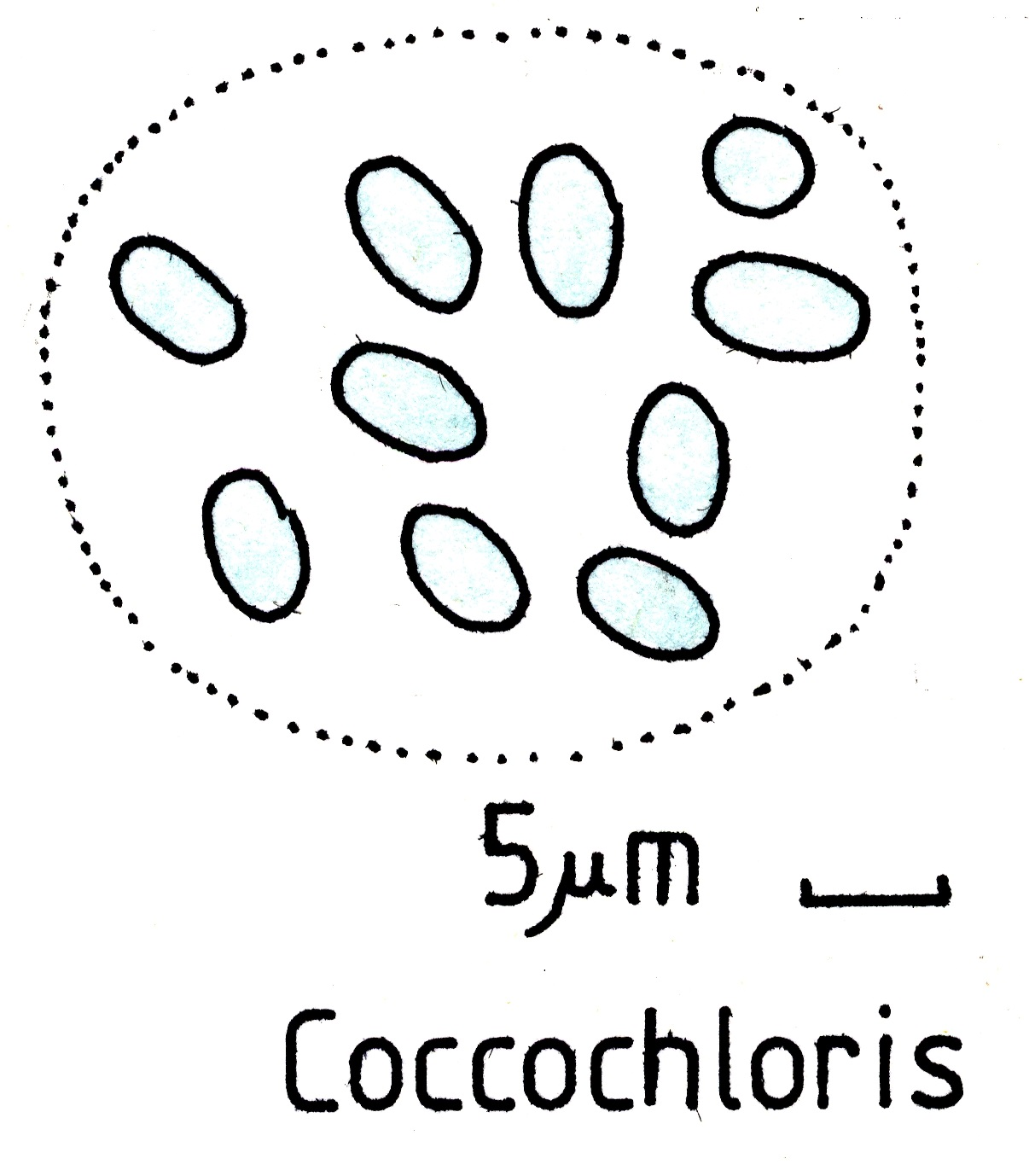
Colonie de Coccochloris

Les Chroococcaceae sont une famille de cyanobactéries de l’ordre des Chroococcales. 

## Liste des genres
Selon AlgaeBase (16 août 2017) :
- genre Aphanocapsaopsis P.K.Maithy & M.Shukla
- genre Asterocapsa H.-J.Chu
- genre Chalicogloea M.Roldán, M.Hernández-Mariné & Komárek
- genre Chondrocystis Lemmermann
- genre Chroococcus Nägeli
- genre Chroogloeocystis I.I.Brown, D.Mummey & K.E.Cooksey
- genre Cyanokybus J.Schiller
- genre Cyanosarcina L.Kovácik
- genre Cyanostylon L.Geitler
- genre Dactylococcopsis Hansgirg
- genre Geminocystis J.Korelusová, J.Kastovský & J.Komárek
- genre Gloeocapsopsis Geitler ex Komárek
- genre Microcystiopsis P.K.Misra & P.K.Maithy
- genre Nephrococcus Y.-Y.Li
- genre Pseudocapsa Ercegovic
- genre Pseudoncobyrsa L.Geitler
- genre Sphaerophycus J.W.Schopf
- genre Sphinctosiphon G.S.West
- genre Stilocapsa Ley
- genre Tetraphycus D.Z.Oehler
- genre Tetrarcus H.Skuja

Selon Catalogue of Life (16 août 2017) :
- genre Agmenellum
- genre Anacystis
- genre Aphanocapsa
- genre Aphanothece
- genre Chondrocystis
- genre Chroococcus
- genre Coccochloris
- genre Coelosphaerium
- genre Eucapsis
- genre Gloeocapsa
- genre Gloeochaete
- genre Gloeothece
- genre Gomphosphaeria
- genre Holopedium
- genre Johannesbaptistia
- genre Merismopedia
- genre Microcrocis
- genre Microcystis
- genre Rhabdoderma
- genre Synechococcus
- genre Synechocystis

Selon ITIS (16 août 2017) :
- genre Agmenellum De Brebisson, 1839
- genre Anacystis Meneghini, 1837
- genre Aphanocapsa Nageli, 1849
- genre Aphanothece Naegeli, 1849
- genre Chondrocystis Lemmermann, 1899
- genre Chroococcus Nageli, 1849
- genre Coccochloris Sprengel, 1807
- genre Coelosphaerium Nageli, 1849
- genre Cyanarcus Pascher, 1914
- genre Eucapsis Clements & Shantz
- genre Gloeocapsa Kuetzing, 1843
- genre Gloeochaete Lagerheim, 1883
- genre Gloeothece Nageli, 1849
- genre Gomphosphaeria Kutzing, 1836
- genre Holopedium Lagerheim, 1883
- genre Johannesbaptistia De Toni, 1934
- genre Merismopedia Meyen, 1839
- genre Microcrocis Richter, 1892
- genre Microcystis Lemmermann, 1907
- genre Rhabdoderma W. Schmidle & R. Lauterborn, 1900
- genre Synechococcus Nageli, 1849
- genre Synechocystis C. Sauvageau, 1892

Selon World Register of Marine Species (16 août 2017) :
- genre Asterocapsa Chu, 1952
- genre Chalicogloea M.Roldán, M.Ramürez, J. del Campo, M.Hernández-Mariné & J.Komárek, 2012
- genre Chroococcus Nägeli, 1849
- genre Chroogloeocystis I.I.Brown, D.Mummey & K.E.Cooksey, 2005
- genre Coccochloris K.P.J.Sprengel, 1807
- genre Cyanogastrum J.Schiller, 1956
- genre Cyanokybus Schiller, 1956
- genre Cyanosarcina Kovácik, 1988
- genre Dactylococcopsis Hansgirg
- genre Gloeocapsopsis Geitler ex Komárek, 1993
- genre Guyotia W.Schmidle, 1905
- genre Limnococcus (Komárek & Anagnostidis) Komárková, Jezberová, O.Komárek & Zapomelová, 2010
- genre Nephrococcus Y.-Y.Li, 1984
- genre Pseudocapsa Ercegovic, 1925
- genre Sphaerophycus J.W.Schopf, 1968
- genre Stilocapsa Ley, 1947
- genre Tetraphycus D.Z.Oehler, 1978 †
- genre Tetrarcus Skuja, 1934